# Гейзельхарт, Адольф
Адо́льф Ге́йзельхарт (нем. Adolf Geiselhart) — немецкий кёрлингист и тренер по кёрлингу.

## Достижения
- Чемпионат Европы по кёрлингу среди смешанных команд: бронза (2010).

## Команды
| Сезон                                        | Четвёртый   | Третий         | Второй        | Первый            | Запасной           | Турниры             |
| -------------------------------------------- | ----------- | -------------- | ------------- | ----------------- | ------------------ | ------------------- |
| 2011—12                                      | Райнер Шёпп | Christoph Falk | Ули Сутор     | Karl Stiller      | Адольф Гейзельхарт | ЧМВ 2012 (11 место) |
| 2013—14                                      | Райнер Шёпп | Jamie Boutin   | Ули Сутор     | Karl Stiller      | Адольф Гейзельхарт | ЧМВ 2014 (10 место) |
| Кёрлинг для смешанных команд (mixed curling) |             |                |               |                   |                    |                     |
| 2010—11                                      | Райнер Шёпп | Андреа Шёпп    | Флориан Цалер | Имоген Оона Леман | Адольф Гейзельхарт | ЧЕСК 2010           |
| 2012—13                                      | Райнер Шёпп | Андреа Шёпп    | Флориан Цалер | Имоген Оона Леман | Адольф Гейзельхарт | ЧЕСК 2012 (6 место) |

(скипы выделены полужирным шрифтом)

## Результаты как тренера национальных сборных
| Год  | Турнир                                                 | Сборная                  | Место |
| ---- | ------------------------------------------------------ | ------------------------ | ----- |
| 2016 | Чемпионат мира по кёрлингу среди смешанных пар 2016    | Германия (смеш. пара)    | 34    |
| 2017 | Чемпионат мира по кёрлингу среди смешанных команд 2017 | Германия (смеш. команда) | 25    |